# Battle Creek (TV-serie)
Battle Creek är en amerikansk kriminaldramaserie vars första och enda säsong hade premiär den 1 mars 2015. Serien är skapad av Vince Gilligan och David Shore.

## Handling
Serien handlar om två omaka poliser som paras ihop för att rensa upp gatorna i Battle Creek i Michigan från avskum. 

## Rollista (i urval)
- Josh Duhamel - Milton Chamberlain
- Dean Winters - Russell Agnew
- Aubrey Dollar - Holly Dale
- Edward "Grapevine" Fordham Jr. - Aaron Funkhauser
- Kal Penn - Fontanelle White
- Janet McTeer - Kim Guziewicz
- Liza Lapira - Erin Jacocks
- Damon Herriman - Niblet
- Meredith Eaton - Meredith Oberling
- Patton Oswalt - Scooter Hardy
- Peter Jacobson - Darrel Hardy
- Candice Bergen - Constance Agnew
- Dan Bakkedahl - Barclay Spades
- Robert Sean Leonard - Brock